# Tuberolabium guamense
Tuberolabium guamense är en orkidéart som först beskrevs av Oakes Ames, och fick sitt nu gällande namn av Jeffrey James Wood. Tuberolabium guamense ingår i släktet Tuberolabium och familjen orkidéer. Inga underarter finns listade i Catalogue of Life.